# Liste de personnalités liées à Aix-les-Bains
Pour un article plus général, voir Aix-les-Bains.

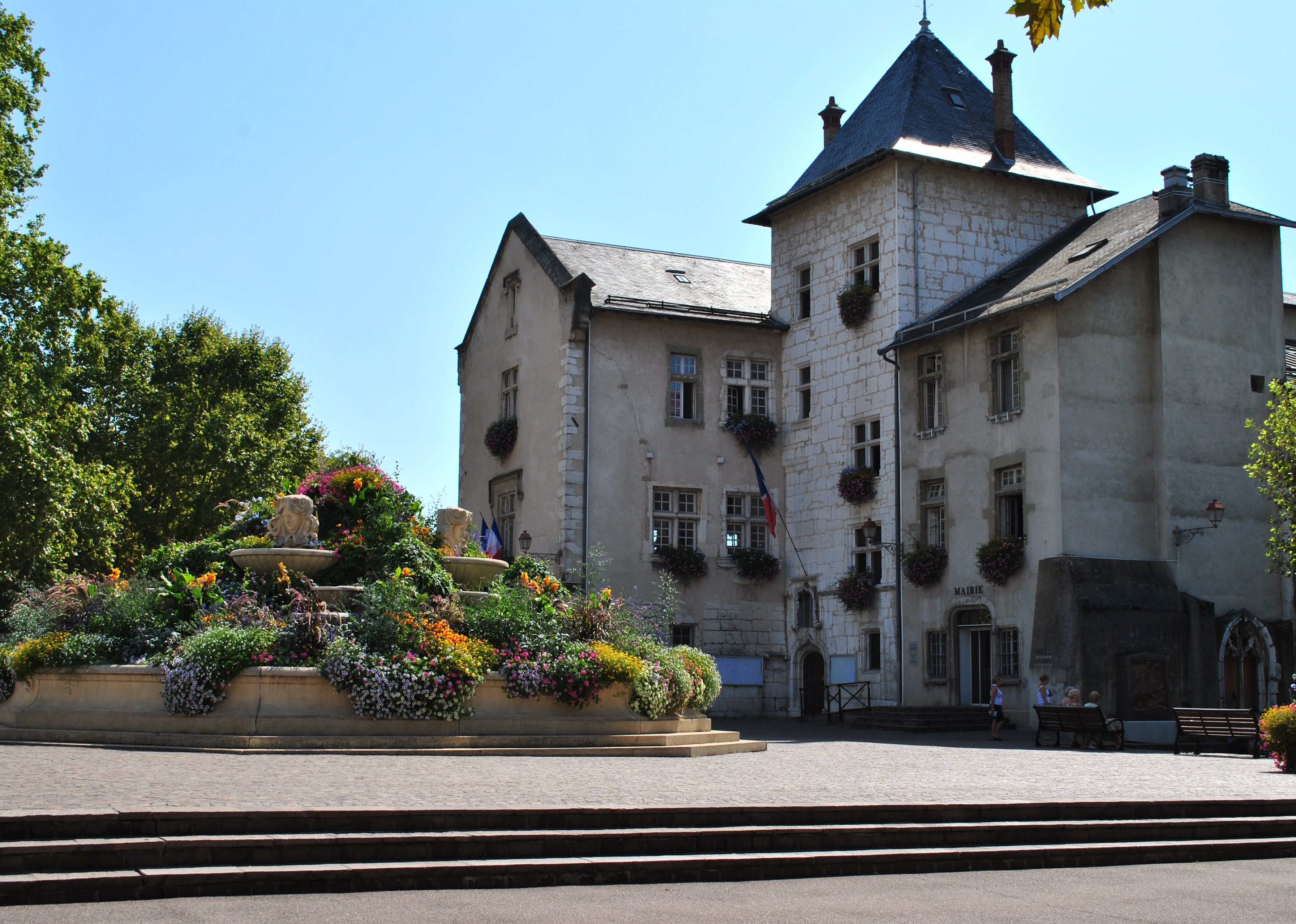
L'hôtel de ville d'Aix-les-Bains.

Cet article est une liste de personnalités liées à Aix-les-Bains, seconde ville du département de la Savoie.
Aix-les-Bains est vêtue d'un riche passé. Grâce au lac du Bourget, aux massifs montagneux des alentours et surtout aux sources chaudes, la renommée d'Aix fut mondiale pendant l'époque contemporaine.
- Haut – A
- B
- C
- D
- E
- F
- G
- H
- I
- J
- K
- L
- M
- N
- O
- P
- Q
- R
- S
- T
- U
- V
- W
- X
- Y
- Z

## A
- Haut – A
- B
- C
- D
- E
- F
- G
- H
- I
- J
- K
- L
- M
- N
- O
- P
- Q
- R
- S
- T
- U
- V
- W
- X
- Y
- Z

## B
- Aimé Bachelard (1885-1975), magistrat français.
- Robert Barrier (1907-1955), président du conseil général de la Savoie de 1951 à 1955, député de la Savoie de 1951 à 1955 et maire d'Aix-les-Bains de 1953 à 1955.
- Gilles Bernheim (né en 1952), grand rabbin de France de 2009 à 2013.
- Charles-Henry Bizard (1887-1954), peintre français, a vécu à Aix-les-Bains après 1930 et jusqu'à son décès. Après ses œuvres du Nord de la France, Roubaix en particulier, il a peint des vues des Bauges, de villages savoyards et du lac du Bourget.
- Robert Bogey (né en 1935), coureur de demi-fond, il fut quatre fois champion de France sur piste sur 5 000 et 10 000 mètres puis une fois champion de France de cross-country.
- Alfred Boucher (1850-1934), sculpteur installé à Aix-les-Bains en 1889 et y est mort en 1934. On lui doit le monument aux morts de la ville situé au square portant son nom.
- Pierre II du Brésil (1825-1891), il est venu à Aix-les-Bains en 1888.
- Georges Brun (1922-1995), joueur de rugby.
- Léon Brunschvicg (1869-1944), philosophe français, sa pensée est rattachée à l'idéalisme français, il a fortement marqué et influencé la pensée universitaire de son temps.

- Haut – A
- B
- C
- D
- E
- F
- G
- H
- I
- J
- K
- L
- M
- N
- O
- P
- Q
- R
- S
- T
- U
- V
- W
- X
- Y
- Z

## C
- Jean-Paul Calloud (né en 1957), député de la Savoie de 1989 à 1993 et conseiller municipal d'Aix-les-Bains de 1983 à 1995.
- Bryan Cantero (né en 1991), sportif français, licencié à l'ASA, champion de France d'athlétisme en salle en 2012 et 2015, champion de France de cross-country en 2016.
- Philippe Cerboneschi (1967-2019), plus connu sous le pseudonyme de Philippe Zdar, il fait partie du duo musical le groupe Cassius, il est également producteur de musique (Phoenix, Housse de Racket, Beastie Boys, The Rapture, Cat Power, -M-, Mc Solaar). Il a remporté un Grammy Award en 2010 avec Phoenix pour l'album Wolfgang Amadeus Phoenix.
- Commandant Charcot (1867-1936), médecin et explorateur français, mort en mer, avait acheté à Aix-les-Bains en 1896 un chalet de style suisse entièrement recouvert d'écailles de bois. Une rue d'Aix-les-Bains porte son nom.
- Victor-Joseph de Chevillard ou Joseph Louis Victor Chevillard de Marlioz (1757-1836), commandant de la marine sarde, élu député pour le département du Mont-Blanc (de 1809 à 1815), syndic d'Aix après la Restauration[1].
- Henri Clerc (1881-1967), député de la Savoie de 1928 à 1932 et maire d'Aix-les-Bains de 1927 à 1932.
- Charles-Albert Costa de Beauregard (1835-1909), historien et homme politique français.

- Haut – A
- B
- C
- D
- E
- F
- G
- H
- I
- J
- K
- L
- M
- N
- O
- P
- Q
- R
- S
- T
- U
- V
- W
- X
- Y
- Z

## D
- Famille Despine, dont Joseph Despine (1737-1830), Antoine Despine (1777-1852), Constant Despine (1807-1873) et Prosper Despine (1812-1892) ont été médecins-directeurs des thermes d'Aix ;
- Lorène Derenty (née en 1995), gardienne titulaire de l’équipe de France de water-polo féminin ;
- Di Credico (né en 1957), artiste-peintre figuratif, pratique le happening, il exécute, à travers le monde, des toiles de très grandes dimensions, en temps réel, devant un public ;
- Dominique Dord (né en 1959), député de la Savoie de 1997 à 2017 et maire d'Aix-les-Bains (2001-2018) ;
- Édouard Dorges (1892-1972), maire d'Aix-les-Bains de 1963 à 1969.

- Haut – A
- B
- C
- D
- E
- F
- G
- H
- I
- J
- K
- L
- M
- N
- O
- P
- Q
- R
- S
- T
- U
- V
- W
- X
- Y
- Z

## F

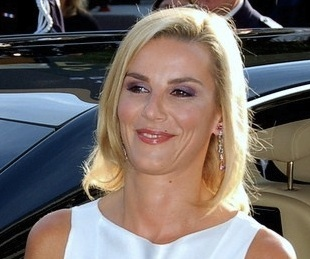
Laurence Ferrari.

- Gratien Ferrari (1935-2015), député de la Savoie de 1986 à 1988 puis de 1993 à 1997 et maire d'Aix-les-Bains de 1985 à 1995.
- Laurence Ferrari (née en 1966), journaliste française, présentatrice des émissions L'Info du vrai et Le Grand rendez-vous sur Canal + et CNews, ancienne présentatrice du Journal de 20 heures de TF1 de 2008 à 2012 après avoir exercé à la télévision (Canal+ et France 2), à la radio (Europe 1) et dans la presse écrite. Fille de l'ancien maire d'Aix-les-Bains Gratien Ferrari.
- François Louis Forestier (1776-1814), général de la Révolution et de l'Empire.
- Gaspard François Forestier (1767-1832), militaire français, général de la Révolution et de l'Empire. Il fut fait commandeur de la Légion d'honneur[2].
- Jean Claude Nicolas Forestier (1861-1930), architecte paysagiste.

- Haut – A
- B
- C
- D
- E
- F
- G
- H
- I
- J
- K
- L
- M
- N
- O
- P
- Q
- R
- S
- T
- U
- V
- W
- X
- Y
- Z

## G
- Mgr Gabriel-Marie Garrone (1901-1994), évêque de Chambéry, puis archevêque titulaire de Turres-en-Numidie (de) et cardinal par le pape Paul VI.
- Marko Gazzotti (né en 2004), rugbyman français, champion du monde junior 2023 avec l'équipe de France des moins de 20 ans.
- Georges Ier de Grèce (1845-1913), un habitué de 1889 à 1912 nommé citoyen d'honneur de la ville, une rue porte son nom.
- André Grosjean (1926-2015), maire d'Aix-les-Bains de 1969 à 1985 puis de 1995 à 2001 et conseiller général de la Savoie de 1963 à 1985.

- Haut – A
- B
- C
- D
- E
- F
- G
- H
- I
- J
- K
- L
- M
- N
- O
- P
- Q
- R
- S
- T
- U
- V
- W
- X
- Y
- Z

## H
- Édouard Herriot (1872-1957), homme d'État français, membre du Parti radical et figure de la IIIe République, fait citoyen d'honneur le 31 août 1938[3].
- Guy Husson (né en 1931), recordman de France du lancer du marteau pendant de nombreuses années.

- Haut – A
- B
- C
- D
- E
- F
- G
- H
- I
- J
- K
- L
- M
- N
- O
- P
- Q
- R
- S
- T
- U
- V
- W
- X
- Y
- Z

## J
- Aurélie Joly (née en 1983), gymnaste aérobic française, médaillée d'or aux championnats du monde de 2008 et de 2016.

- Haut – A
- B
- C
- D
- E
- F
- G
- H
- I
- J
- K
- L
- M
- N
- O
- P
- Q
- R
- S
- T
- U
- V
- W
- X
- Y
- Z

## K
- Georges Kerbœuf († peu avant 1940), poète, dont l'œuvre "Rimes et Fianfiournes en patois savoyard" parue en 1924, relate des événements aixois (la Catastropha de Torméry), savoyards (L'Annecchon de la Savoie à la France, in 1860) et français (la Guerra de Septanta), dans la variété francoprovençale d'Aix-les-Bains.

## L

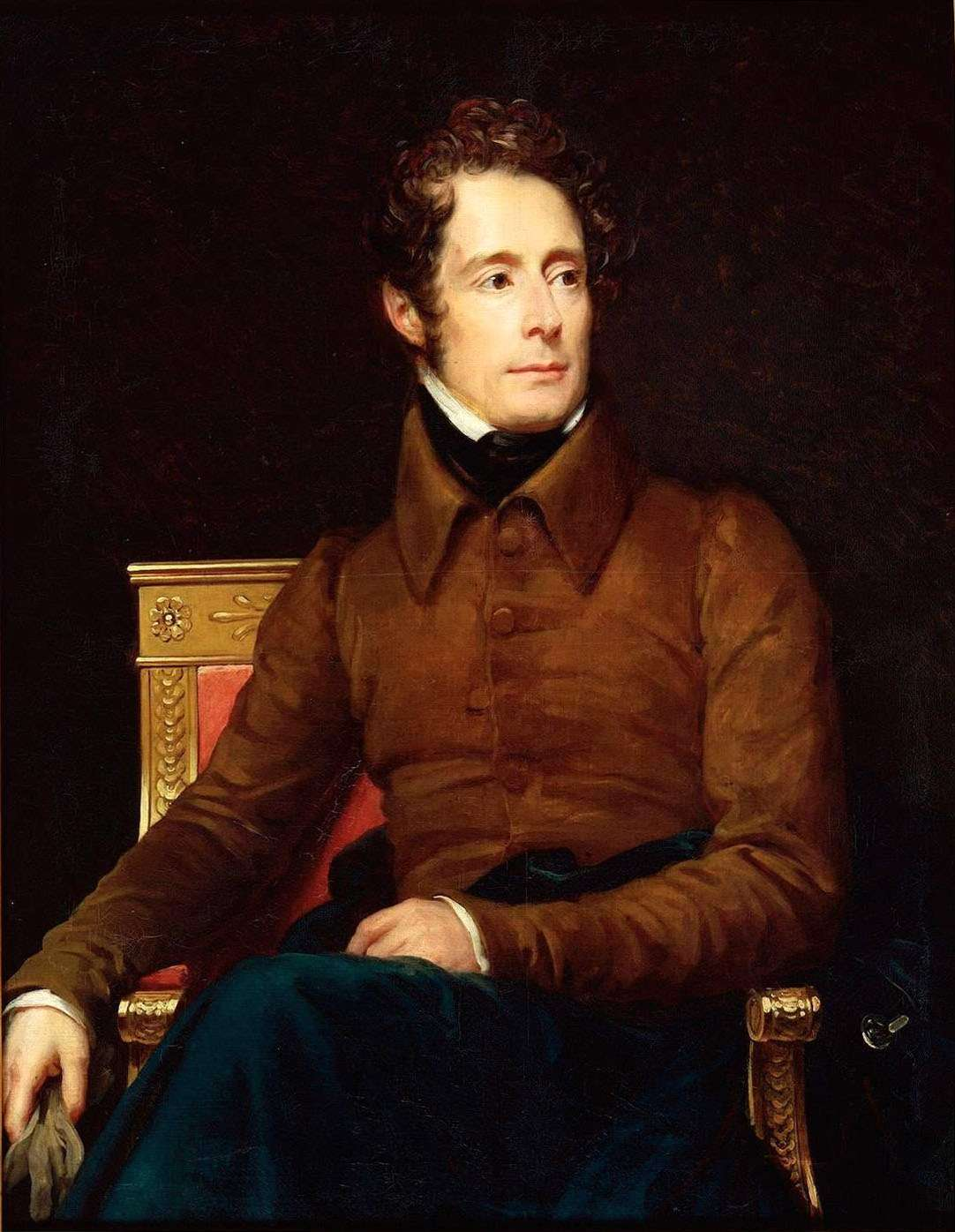
Alphonse de Lamartine.

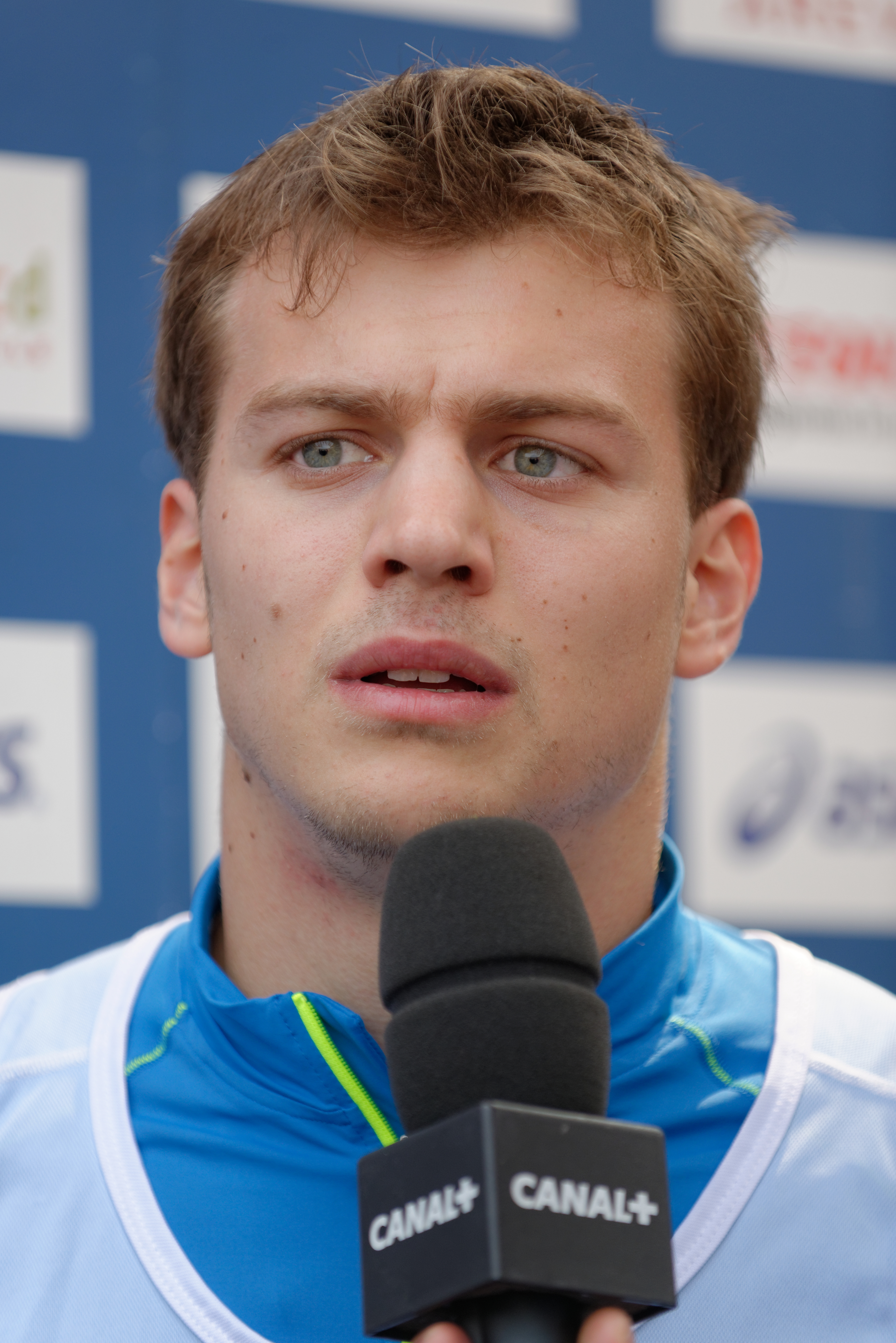
Christophe Lemaitre.

- Alphonse de Lamartine (1790-1869), il a séjourné à Aix-les-Bains à partir de 1816 où il rencontre Julie Charles avec laquelle il se promène en barque sur le lac du Bourget et où il a écrit son célèbre poème Le Lac. (Une reconstitution libre de sa chambre à Aix-les-Bains se trouve au musée Faure).
- Jean Longuet, homme politique français et petit-fils de Karl Marx y est mort le 11 septembre 1938.
- Guy Lambert (1906-1971), né à Aix-Les-Bains, décédé à Paris le 23 novembre 1971 est un compositeur, et organiste.
- Christiane Legrand (1930-2011), chanteuse française, fille du chef d'orchestre Raymond Legrand et sœur du compositeur Michel Legrand.
- Christophe Lemaitre (né en 1990), sportif français, s'entraîne à Aix-les-Bains, devenu en 2010 champion d'Europe du 100, 200 et du relais 4 × 100 mètres.
- René Leriche (1879-1955), chirurgien et physiologiste français, citoyen d'honneur de la ville d'Aix-les-Bains[4].
- Catherine Leterrier (née en 1942), costumière et sœur de Laurent Fabius.
- Alain Lorieux (né en 1956), international de rugby à XV, il fut également gérant de camping.
- Charles Luguet (1896-1945), général FAFL.
- Ernest Luguet (1897-1985), compositeur de musique classique, poète, fondateur de la Compagnie du Sarto et membre de l'Académie de Savoie ; il fit créer ses principales oeuvres symphoniques au Théâtre du Casino Grand Cercle[5].

- Haut – A
- B
- C
- D
- E
- F
- G
- H
- I
- J
- K
- L
- M
- N
- O
- P
- Q
- R
- S
- T
- U
- V
- W
- X
- Y
- Z

## M
- Jean Mailland (1937-2017), écrivain, parolier, acteur et réalisateur pour le cinéma ainsi que pour la télévision. Il est également metteur en scène pour le théâtre et scénariste.
- Mercotte (née en 1942), critique culinaire, blogueuse et gastronome française. Depuis 2012, elle est membre du jury de l’émission de télé-réalité culinaire Le Meilleur Pâtissier[6].
- Maurice Mollard (1863-1947), sénateur de la Savoie de 1920 à 1940 et maire d'Aix-les-Bains de 1932 à 1937.
- Victor Muffat Jeandet (né en 1989), skieur français international.

- Haut – A
- B
- C
- D
- E
- F
- G
- H
- I
- J
- K
- L
- M
- N
- O
- P
- Q
- R
- S
- T
- U
- V
- W
- X
- Y
- Z

## P
- Johannès Pallière (1920-2014), historien savoyard et fondateur de l'Athlétique sport aixois.
- Marie-Françoise Potereau (née en 1958), cycliste et dirigeante sportive, née à Aix-les-Bains.

- Haut – A
- B
- C
- D
- E
- F
- G
- H
- I
- J
- K
- L
- M
- N
- O
- P
- Q
- R
- S
- T
- U
- V
- W
- X
- Y
- Z

## R
- Urbano Rattazzi (1808-1873), président du Conseil italien de Victor-Emmanuel II en 1862 et en 1867.
- Hervé Renard (né en 1968), ancien footballeur français professionnel, sélectionneur de l'équipe du Maroc de football de 2016 à 2019 et de l'équipe d'Arabie saoudite de football depuis 2019.
- Matthieu Ricard (né en 1946), moine bouddhiste, fils du philosophe et journaliste Jean-François Revel.
- Daniel-Rops (1901-1965), écrivain français. Né à Épinal, il a vécu près d'Aix-les-Bains et y est mort en 1965.

- Haut – A
- B
- C
- D
- E
- F
- G
- H
- I
- J
- K
- L
- M
- N
- O
- P
- Q
- R
- S
- T
- U
- V
- W
- X
- Y
- Z

## S
- Giuseppe Sciardis (1910-1997), coureur cycliste italien décédé à Aix-les-Bains.
- Marie de Solms (1831-1902), femme de lettres, poète, membre de la famille Bonaparte, habite de 1853 à 1863 dans le chalet de Solms dans l'avenue qui porte son nom[7].
- Alain Soral (né en 1958), polémiste, essayiste et militant politique français, frère de l'actrice Agnès Soral.
- Agnès Soral (née en 1960), actrice française qui joua au côté de Coluche notamment dans le film Tchao Pantin de Claude Berri en 1983. Elle est aussi la sœur du polémiste Alain Soral.
- Jean de Sperati (1884-1957), il fut l'un des plus grands faussaires de son temps. Il fut considéré comme un des maîtres dans la réalisation de faux timbres-poste de collection.

- Haut – A
- B
- C
- D
- E
- F
- G
- H
- I
- J
- K
- L
- M
- N
- O
- P
- Q
- R
- S
- T
- U
- V
- W
- X
- Y
- Z

## T
- Thierry Tulasne (né en 1963), joueur de tennis dans les années 1980. Champion du monde juniors 1980. Il fut l'entraîneur de Gilles Simon de 2004 à 2012.

- Haut – A
- B
- C
- D
- E
- F
- G
- H
- I
- J
- K
- L
- M
- N
- O
- P
- Q
- R
- S
- T
- U
- V
- W
- X
- Y
- Z

## V

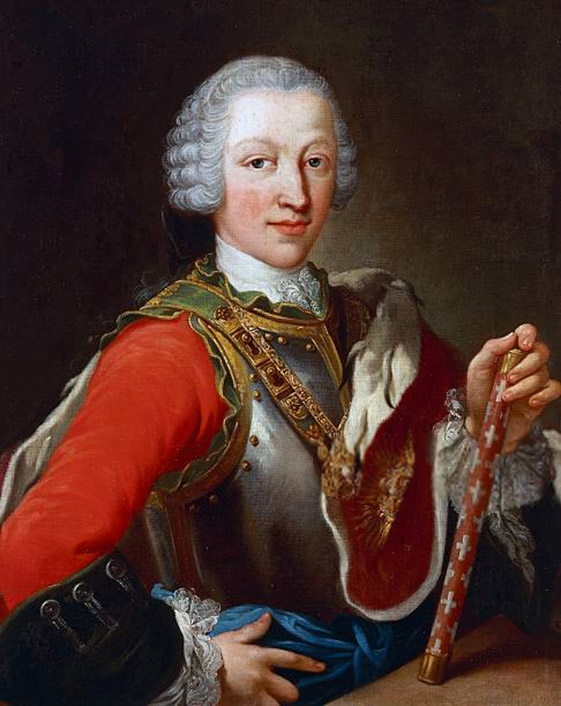
Victor-Amédée III de Sardaigne.

- Victor-Amédée III de Sardaigne (1726-1796), il a fait construire les thermes d'Aix-les-Bains en 1783.
- Victor-Emmanuel Ier de Sardaigne (1759-1824), il est venu en 1816 avec sa femme Marie-Thérèse d'Autriche-Este.

- Haut – A
- B
- C
- D
- E
- F
- G
- H
- I
- J
- K
- L
- M
- N
- O
- P
- Q
- R
- S
- T
- U
- V
- W
- X
- Y
- Z

## Z
- Karl Zéro (né en 1961), animateur français de télévision ayant exercé à la télévision, à la radio et dans la presse écrite. Auteur et réalisateur de films politiques satiriques.

- Haut – A
- B
- C
- D
- E
- F
- G
- H
- I
- J
- K
- L
- M
- N
- O
- P
- Q
- R
- S
- T
- U
- V
- W
- X
- Y
- Z

## Personnalités de passage

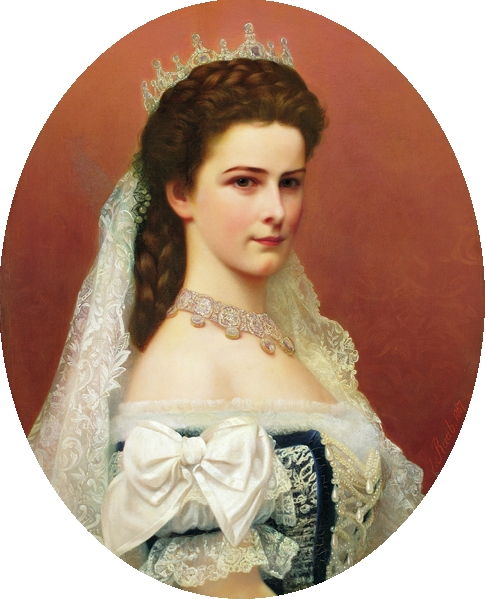
L'impératrice Sissi.

De nombreuses personnalités ont fréquenté Aix-les-Bains, notamment pour y faire une cure thermale. Parmi les plus célèbres, on trouve la reine Victoria venue en 1885, 1887 et 1890 avec sa fille, la princesse Béatrice, l'impératrice Sissi, la reine-mère du Portugal Maria Pia de Savoie, le roi des Belges Léopold II de Belgique, le prince de Monaco, de nombreux pacha d'Arabie Saoudite, le roi Fayçal de Jordanie, l'Aga Khan (qui s'est marié à Aix-les-Bains), les reines des Pays-Bas Emma et Wilhelmine, le financier américain John Pierpont Morgan.
Et bien sûr la famille de Napoléon Bonaparte qui séjourna à la villa Chevaley, sur les hauteurs d'Aix-les-Bains : Maria Letizia Ramolino, Pauline Bonaparte (en 1808 et en 1812), Joséphine de Beauharnais (1810) puis Marie-Louise d'Autriche (en 1812 et en 1814), Hortense de Beauharnais (vient régulièrement avec son fils de 1811 à 1815 fonde en 1813 un hôpital en souvenir de son amie Adèle de Broc, noyée dans les gorges du Sierroz), Napoléon III et Eugénie de Montijo.

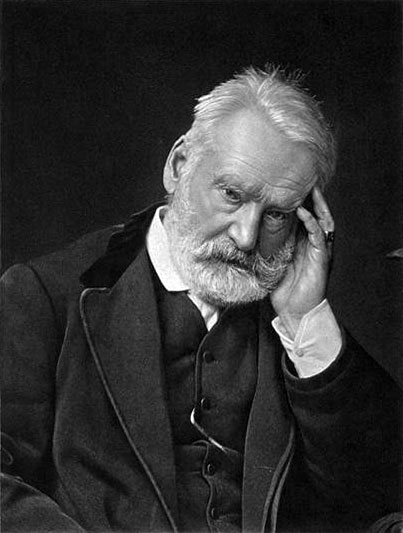
Victor Hugo.

On peut également citer Madame de Staël (venue en 1810), Madame Récamier, Madame de Boigne, Benjamin Constant, Talma, Eugène Sue, François Ponsard, Victor Hugo (venu rendre visite à son amie Marie de Solms), Alexandre Dumas Père avec son ami Honoré de Balzac, George Sand, Guy de Maupassant, Paul Verlaine arrêté le jour de son arrivée par le commissaire de police Jullien, Jean Richepin, Félix Faure, Sadi Carnot, Yves Guyot, Jules Roche, Pierre Puvis de Chavannes, Sarah Bernhardt, Camille Saint-Saëns, Sergueï Rachmaninov, Jean Moulin, Henri Bergson, Edwige Feuillère, Paul Claudel, Yvonne Printemps, Pierre Fresnay, Mistinguett, Charles Trenet, Yves Montand, Line Renaud, Luis Mariano, Maurice Chevalier, Georges Brassens, Édith Piaf et Charles Aznavour ainsi qu'Antoine Pinay.